# クラシカル・ヴァリエーション・アンド・テーマ
『クラシカル・ヴァリエーション・アンド・テーマ』（Classical Variations and Themes）は、フィンランドのヘヴィメタルバンド、ストラトヴァリウスの元ギタリストであるティモ・トルキが1994年に発売したソロ・アルバム。

## 収録曲
1. ロード・オブ・ザ・リング - Lord of the Rings
2. ファイヤー・ダンス・スウィート - Fire Dance Suite
3. ギター・コンチェルト - Guitar Concerto
4. ノーザン・ライツ - Northern Lights
5. カプリッチョ・イン・Ａマイナー - Capriccio in A Minor
6. バック・トゥ・ジ・アイス・エイジ - Back to the Ice Age
7. デス・オブ・ザ・スワン - Death of a Swan
8. ソルジャーズ・プレイヤー - Soldiers Prayer
9. フライング・サミール - Flying Samir
10. サンウィンズ - Sunwinds
11. グリーンスリーブス - Greensleeves

## 参加ミュージシャン
- ティモ・トルキ – ギター、ギターシンセサイザー、ボーカル、ベース・ギター、プロデュース
- アンティ・イコーネン – 鍵盤楽器
- トゥオモ・ラッシーラ – ドラムス